# 鹿児島県道491号大川原小村線
鹿児島県道491号大川原小村線（かごしまけんどう491ごう おおかわらこむらせん）は、鹿児島県曽於市から霧島市に至る一般県道である。

## 概要
曽於市財部町下財部から霧島市国分広瀬に至る。

### 路線データ
- 起点：鹿児島県曽於市財部町下財部（宮崎県道・鹿児島県道2号都城隼人線交点、宮崎県道・鹿児島県道105号馬渡大川原線終点）
- 終点：鹿児島県霧島市国分広瀬4丁目（国道10号交点）

## 歴史
- 2022年（令和4年）9月18日 - 令和4年台風第14号による集中豪雨。曽於市財部町北俣地内で崩土により通行止[1]。
- 2024年（令和6年）6月22日 - 梅雨前線による集中豪雨。霧島市国分上之段地内で通行止[2]。

## 路線状況

### 重複区間
- 鹿児島県道472号日当山敷根線バイパス（霧島市国分上井・国分南公園前交差点 - 霧島市国分下井・国分銅田交差点）

### 道路施設

#### トンネル
- 池之段隧道：延長227 m、1970年（昭和45年）竣工、曽於市 - 霧島市

## 地理

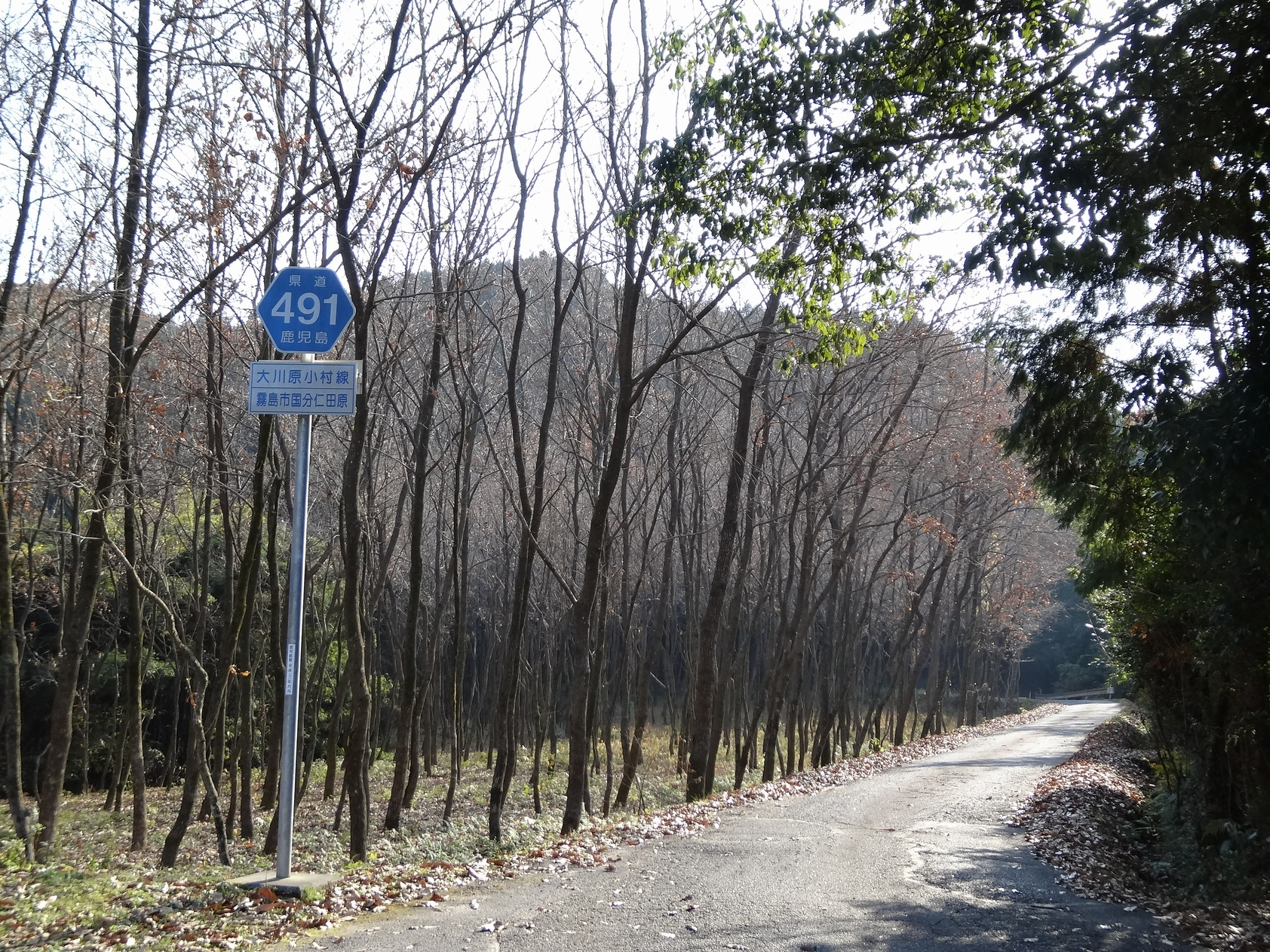
霧島市国分川内 仁田原（曽於市方面）

### 通過する自治体
- 曽於市
- 霧島市

### 交差する道路
| 交差する道路                                                            | 市町村名 | 交差する場所  | 交差する場所       |
| ----------------------------------------------------------------------- | -------- | ------------- | ------------------ |
| 宮崎県道・鹿児島県道2号都城隼人線 宮崎県道・鹿児島県道105号馬渡大川原線 | 曽於市   | 財部町下財部  | 起点               |
| 鹿児島県道478号比曽木野福山港線                                         | 霧島市   | 福山町佳例川  |                    |
| 鹿児島県道472号日当山敷根線 重複区間起点                                | 霧島市   | 国分上井      | 国分南公園前交差点 |
| 鹿児島県道472号日当山敷根線 重複区間終点 鹿児島県道472号日当山敷根線    | 霧島市   | 国分下井      | 国分銅田交差点     |
| 国道10号                                                                | 霧島市   | 国分広瀬4丁目 | 終点               |

### 沿線
- 霧島市立平山小学校